# 뉴보텍
뉴보텍(Nuvotec)은 대한민국의 플라스틱 상·하수도관 등의 환경 배관자재 제조 기업이다.

## 논란
2018년 전 대표이사 외 3인의 횡령 혐의로 1심 법원이 유죄 판결을 받은 적이 있다.

## 무상감자
2024년 결손금 보전과 재무구조 개선을 위해 80% 비율의 무상감자하여 자본금은 감자 전 207억 8002만 원에서 41억5600만 원으로 감소하며 보통주 5주는 액면주 1주로 병합될 예정이다.